# Merlin (Comic)
Merlin ist eine Comicserie über die Jugendjahre des Zauberers Merlin von José Luis Munuera und Joann Sfar. Der erste Band „Merlin – Schinken und Schnittchen“ wurde 1999 als bestes Jugendalbum vom Comic-Salon in Sierre ausgezeichnet. 2003 erschien der sechste und letzte Band. Die deutsche Ausgabe ist von 1999 bis 2005 bei Carlsen erschienen.

## Figuren
- Merlin, ein frecher selbstbewusster Junge ohne Zaubererfahrung, der sich in jedes Abenteuer stürzt
- Schinken, ein sprechendes Schwein
- Schnittchen, ein analphabetischer Oger